# Bufonocarodes
Bufonocarodes is een geslacht van rechtvleugeligen uit de familie Pamphagidae. De wetenschappelijke naam van dit geslacht is voor het eerst geldig gepubliceerd in 1951 door Mishchenko.

## Soorten
Het geslacht Bufonocarodes omvat de volgende soorten:
- Bufonocarodes intricatus Mishchenko, 1951
- Bufonocarodes mistshenkoi Descamps, 1967
- Bufonocarodes robustus Mishchenko, 1951
- Bufonocarodes sabalanicus Descamps, 1967
- Bufonocarodes tumulosus Mishchenko, 1951